# Suszec
Suszec (německy Sussetz) je vesnice v jižním Polsku ve Slezském vojvodství v okrese Pština. Leží na historickém území Horního Slezska mezi městy Žárov (Żory) a Pština (Pszczyna). Je sídlem gminy Suszec, kterou tvoří spolu s pěti dalšími obcemi. V roce 2019 měla 4 464 obyvatel. Velkou část katastru zaujímají lesní plochy – část lesního komplexu nazývaného Pštinské lesy (Lasy Pszczyńskie, kdysi Knížecí dolní pštinské lesy – Fürstlich Plessische Nieder-Forsten).
Obcí prochází vojvodská silnice č. 935 a železniční trať Pština – Rybnik se stanicí Suszec a zastávkou Suszec Kopalnia, ve kterých zastavují osobní vlaky společnosti Koleje Śląskie (Slezské dráhy). Obec má přímé vlakové spojení mj. s Bílskem-Bělou a Ratiboří.
V letech 1983–2017 fungoval v Suszci černouhelný důl KWK Krupiński. Pro jeho zaměstnance vzniklo panelové sídliště západně od původní vesnice. Charakteristickým krajinným prvkem je halda bývalého dolu.
Mezi historické památky obce patří farní kostel svatého Stanislava, který získal dnešní novorománskou podobu před rokem 1913, a budova někdejšího pivovaru z 18. století. Turistickou atrakcí je rovněž Regionální muzeum Kamojówka s etnografickou sbírkou založené v roce 2007 rodinou Szenderových. Sídlí v komplexu tří budov postavených na začátku 21. století po vzoru tradiční stodoly, kovárny a usedlosti.